# Денисов, Константин Дмитриевич
Дени́сов Константи́н Дми́триевич (27 августа 1915, деревня Большое Соколово, Можайский уезд, Московская губерния, Российская империя — 20 ноября 1988, Москва, РСФСР, СССР) — советский лётчик-ас истребительной авиации и военачальник, участник Великой Отечественной войны, Герой Советского Союза (23.10.1942). Генерал-майор авиации (18.02.1958), кандидат военно-морских наук (1953), доцент (1958).

## Начало жизненного пути
Родился в деревне Большое Соколово в рабочей семье. Отец — Дмитрий Степанович Денисов был портным, мать Анна Ивановна — ткачихой. После окончания школы-семилетки и ФЗУ Константин Денисов уехал в Москву, где работал слесарем в артели «Автомотор» и на Московском тормозном заводе. Затем поступил на подготовительный курс при Московском лесотехническом институте. 
В августе 1934 года по спецнабору ВКП(б) был призван на службу в Рабоче-Крестьянский Красный Флот. Окончил Военную школу морских лётчиков и летнабов РККА имени И. В. Сталина в Ейске в 1936 году. После её окончания служил на Дальнем востоке в ВВС Тихоокеанского флота: военный пилот 111-й авиационной эскадрильи 28-й авиационной бригады, с мая 1937 — пилот 43-й авиационной эскадрильи 42-й авиационной бригады, с мая 1938 — начальник штаба эскадрильи 14-го истребительного авиационного полка 7-й истребительной авиационной бригады ВВС флота. Боевое крещение получил в июле—августе 1938 года во время советско-японского конфликта у озера Хасан, в ходе которого выполнил 10 боевых вылетов. Член ВКП(б) с 1939 года.
В декабре 1939 года переведён на Черноморский флот и назначен начальником штаба и штурманом эскадрильи в 8-м истребительном авиационном полку 62-й авиационной бригады ВВС Черноморского флота. 

## Великая Отечественная война
Участник Великой Отечественной войны с рассвета 22 июня 1941 года, когда во главе группы истребителей вылетел на отражение налёта немецкой авиации на Севастополь. В воздушном бою 5 сентября 1941 года был ранен, а через несколько дней после возвращения в строй назначен командиром эскадрильи. Участник героической обороны Севастополя.
Летчики третьей эскадрильи 8-го полка, которой командовал капитан Денисов, летали на истребителях И-16 и часто действовали совместно со штурмовиками и бомбардировщиками. 23 ноября 1941 года командующий ВВС Черноморского флота генерал Н. А. Остряков приказал нанести удар по аэродрому Сарабуз, где по данным разведки стали базироваться около 40 немецких самолётов. На рассвете 24 ноября в воздух взмыли пять штурмовиков Ил-2, четыре пикирующих бомбардировщика Пе-2, пять истребителей И-10 третьей эскадрильи и пять истребителей МиГ-3. На подходе к Сарабузу по советским самолётам открыли огонь вражеские зенитки. Ил-2 лейтенанта Арефина нанёс удар по орудиям противника, а «петляковы» сбросили фугасные бомбы на лётное поле и склады, затем ударная группа из Ил-2 и И-16 прошлась по стоянке самолётов реактивными снарядами. Один из пытавшихся взлететь немецких самолётов был сражён метким огнём капитана Денисова. В небе появилось несколько «мессершмиттов», и завязался воздушный бой, в котором было сбито два фашистских самолёта. Выполнив боевое задание, участники налёта вернулись домой без потерь, а на аэродроме Сарабуз осталось 16 сгоревших самолётов врага и одна разбитая зенитка. За эту операцию капитан Денисов был награждён именным оружием, и орденом Красного Знамени.
Во второй половине декабря 1941 года, когда немецкие войска предприняли очередной штурм Севастополя, черноморская авиация, как и другие рода войск, продолжала самоотверженно сражаться за город. Третья эскадрилья 8-го истребительного полка по нескольку раз в день вылетала на боевые задания. 21 декабря 60 немецких самолётов бомбили советские корабли, наземные войска, город. Гитлеровцы рассчитывали быстро занять Севастополь и даже назначили коменданта города. Однако их планы зимой 1941—1942 потерпели неудачу, и одной из причин этого стали успешные действия советской авиации.
22 декабря газета «Красный черноморец» вышла с крупным заголовком: «В воздушном бою около Севастополя вчера сбито пять фашистских самолётов». Среди героев боя названо и имя капитана Денисова. Он и лейтенант Сиков выполняли особое задание: сбрасывали листовки вдоль шоссейной дороги Симферополь — Бахчисарай, призывавшие гитлеровцев сдаваться в плен. Увидев колонну автомашин и повозки, двигавшиеся к Севастополю, лётчики открыли огонь из авиационных пушек и рассеяли колонну.
При возвращении с задания Денисов и Сиков заметили «юнкерсы», которые бомбили позиции советских войск. Одна из вражеских машин, прошитая очередью Денисова, упала в горы. Немецкий лётчик выпрыгнул с парашютом, был пленён и обезоружен. На допросе пленный обратился с просьбой вручить принадлежавший ему браунинг тому лётчику-асу, который его сбил. Начальник штаба авиации полковник В. Н. Калмыков, поздравляя Денисова с очередной победой, вручил ему трофей. Через сутки Денисов сбил ещё один самолёт неприятеля. После шестой победы лётчик получил новую награду — второй орден Красного Знамени.
В мае 1942 года была создана 3-я особая авиационная группа ВВС флота, объединившая лётные части осаждённого Севастополя, а капитану Денисов назначен в ней инспектором по технике пилотирования. Выполнил ответственное задание, возглавив в качестве лидера перелёт из Анапы в Севастополь 247-го истребительного авиационного полка, направленного на помощь городу Ставкой Верховного Главнокомандования. Во время третьего штурма Севастополя в июне 1942 года до последней возможности отражал атаки значительно превосходящей авиации противника, и на одном из последних уцелевших самолётах по приказу улетел на Кавказ. 
С 8 июля 1942 года — командир 7-го истребительного авиационного полка 62-й истребительной авиационной бригады ВВС Черноморского флота. К октябрю 1942 года К. Д. Денисов совершил 233 боевых вылета, в воздушных боях сбил лично 7 и в составе группы 6 вражеских самолётов. Полк под его командованием выполнил 4 080 боевых вылетов, было сбито 44 немецких самолёта. За эти подвиги представлен к званию Героя Советского Союза.
Указом Президиума Верховного Совета СССР от 23 октября 1942 года за умелое командование полком, образцовое выполнение боевых заданий командования на фронте борьбы с немецко-фашистским захватчиками и проявленные при этом мужество и героизм капитану Денисову Константину Дмитриевичу присвоено звание Героя Советского Союза с вручением ордена Ленина и медали «Золотая Звезда» (№ 789).
22 апреля 1943 года, 41 немецкий самолёт совершил ночной налёт на военно-морскую базу Поти. Основные силы истребителей в тот момент были заняты прикрытием с воздуха каравана судов с военным грузом. Денисов, единственный из оставшихся на базе «лётчиков-стариков», сумел поднять самолёт и в ночном воздушном бою сбил один вражеский бомбардировщик.
Прикрытие караванов судов с воздуха в 1943-м было основной задачей истребительной авиации на Чёрном море. В конце июня крупный танкер «Сталин» в сопровождении трёх тральщиков и сторожевого катера доставлял груз топлива советским войскам, истребители майора Денисова в течение трёх суток прикрывали в воздуха этот конвой, отбив несколько попыток вражеской авиации атаковать караван. В боях с участием Денисова было сбито 6 и повреждено 3 самолёта противника, прицельные атаки остальных на корабли были сорваны. Активно участвовал полк и битве за Кавказ.
В октябре 1943 года назначен командиром 11-го гвардейского истребительного полка ВВС Черноморского флота. Во главе его действовал в Новороссийско-Таманской, Керченско-Эльтигенской десантной, Березнеговато-Снигирёвской, Крымской, Ясско-Кишинёвской наступательных операциях. За боевые успехи в этих боях полк был дважды награждён орденами Красного Знамени и удостоен почётного наименования «Николаевский».  Одновременно с командованием полком с октября 1943 по апрель 1944 года был заместителем командующего Скадовской авиационной группой ВВС Черноморского флота.
На фронтах Великой Отечественной войны К. Д. Денисов совершил 356 боевых вылетов, в 47 воздушных боях сбил 9 вражеских самолётов лично и 7 в группе. Подтверждения удалось найти на 6 личных и 2 групповые победы аса. В публикациях широко распространены и более высокие цифры побед К. Д. Денисова — 13 личных и 6 групповых.
В октябре 1944 года, когда военные действия на Чёрном море закончились, гвардии подполковник Денисов прибыл в Ленинград, где прошёл обучение на Высших академических курсах усовершенствования ВВС и ПВО при Военно-морской академии имени К. Е. Ворошилова.

## Советско-японская война
По окончании учёбы, в мае 1945 года был назначен командиром 16-й смешанной авиационной дивизии ВВС Тихоокеанского флота. Во время советско-японской войны эта дивизия обеспечила прикрытие с воздуха действия флота и воздушную поддержку десантных операций на остров Сахалине, а затем и Курильской десантной операции. Лётчиками дивизии выполнено 388 боевых вылетов. Были успешно выполнены все поставленные задачи.

## Послевоенная служба

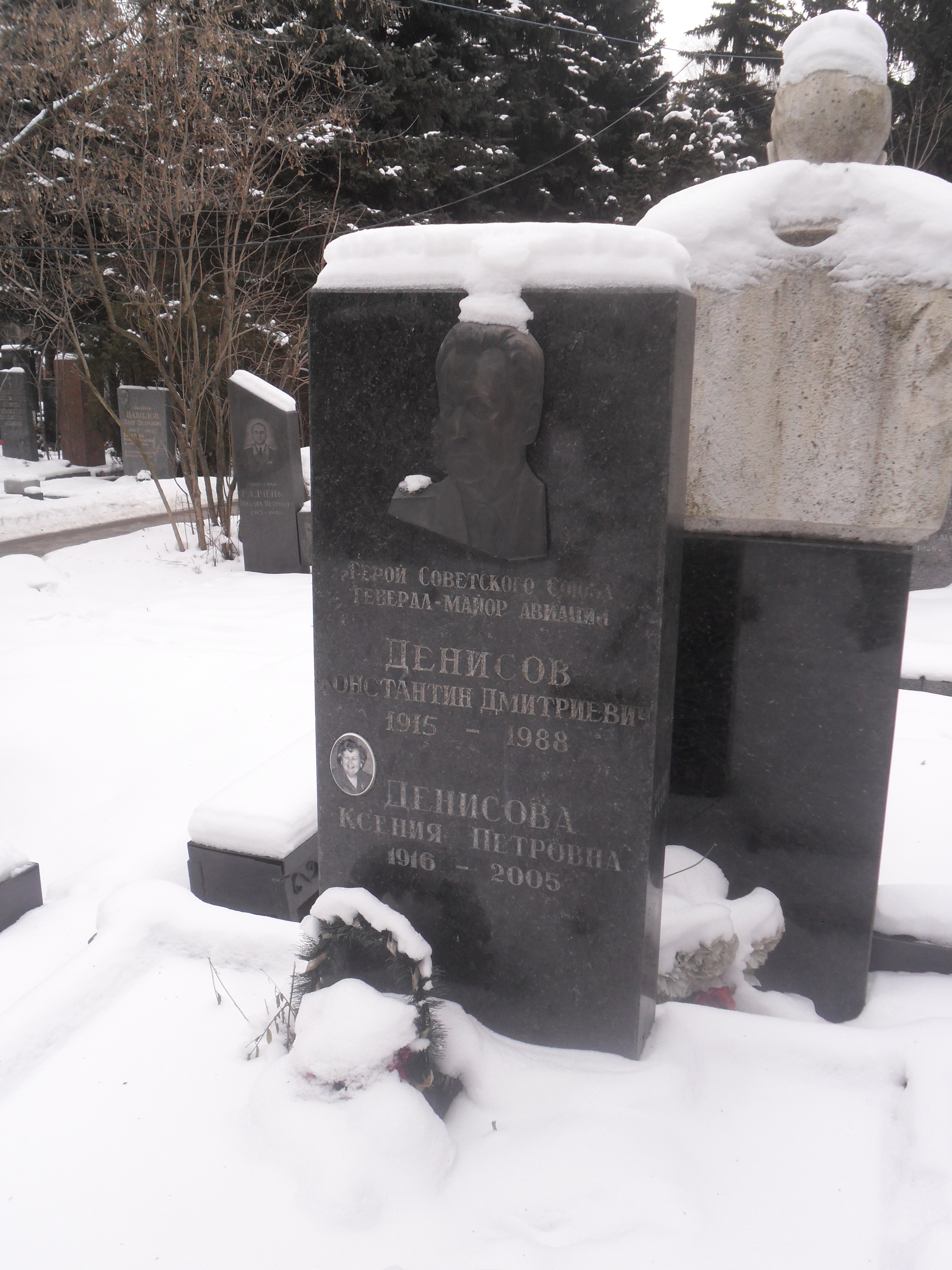
Могила К. Д. Денисова на Кунцевском кладбище.

После Победы до ноября 1947 года продолжал командовать той же дивизией, размещённой на Сахалине. В труднейших условиях, когда пришлось создавать аэродромы с нуля, приложил титанические усилия по налаживанию условий службы и быта. Его труды не прошли даром: на учениях 1947 года дивизия Денисова завоевала первое место в ВВС Тихоокеанского флота по боевой подготовке. В ноябре 1947 года убыл на учёбу и в декабре 1950 года окончил Высшую военную академию имени К. Е. Ворошилова. С 1950 года служил в этой академии: старший преподаватель кафедры боевых средств флота и кафедры ВВС, с 1956 — кафедры войсковой ПВО, с 1958 — вновь кафедры ВВС, с 1960 — кафедры оперативного искусства. Защитил кандидатскую диссертацию в 1953 году. Доцент (1958).
В июне 1976 года генерал-майор авиации К. Д. Денисов уволен в запас. Жил в Москве, участвовал в военно-патриотической работе среди молодёжи и трудовых коллективов. Скончался 20 ноября 1988 года. В начале 1989 года в московском издательстве «Воениздат» вышла книга воспоминаний К. Д. Денисова: «Под нами — Чёрное море», оконченная им незадолго до смерти. Кроме того, опубликовал несколько статей о действиях советской авиации на Чёрном море в 1941—1945 годах (публиковались в «Морском сборнике», «Советском флоте», «Военно-историческом журнале»).

## Награды
- Медаль «Золотая Звезда» Героя Советского Союза (23.10.1942).
- Орден Ленина (23.10.1942).
- Четыре ордена Красного Знамени (8.12.1941, 18.02.1942, 21.09.1945, 1954).
- Орден Суворова 3-й степени (23.04.1944).
- Орден Ушакова 2-й степени (27.09.1944).
- Орден Отечественной войны 1-й степени (11.03.1985).
- Орден Красной Звезды (1949).
- Орден «За службу Родине в Вооружённых Силах СССР» 3-й степени (30.04.1975).
- Медаль «За боевые заслуги» (3.11.1944).
- Медаль «За оборону Севастополя» (1944).
- Медаль «За оборону Кавказа» (1944).
- Другие медали.

Награды иностранных государств
- Медаль «100 лет со дня рождения Георгия Димитрова» (НРБ)
- Медаль «40 лет Победы над гитлеровским фашизмом» (НРБ, 16.05.1985)

## Почётные звания
- Почётный гражданин Можайска (20 октября 1981 года)[9].

## Сочинения
- Под нами — Черное море. — М.: Воениздат, 1989.
- Крилати черноморци; Превел от рус. Кузман Савов. — София: Воен. изд-во, 1989.
- Скадовская авиационная группа. // Военно-исторический журнал. — 1979. — № 1. — С.52-55.

## Память
- В честь Героя названо село Денисовка Симферопольского района Республики Крым.